# Шиппенсбург (Пенсільванія)
Шиппенсбург (англ. Shippensburg) — місто (англ. borough) в США, в округах Камберленд і Франклін штату Пенсільванія. Населення — 5478 осіб (2020).

## Географія
Шиппенсбург розташований за координатами 40°2′54″ пн. ш. 77°31′21″ зх. д. / 40.04833° пн. ш. 77.52250° зх. д. (40.048366, -77.522560). За даними Бюро перепису населення США в 2010 році місто мало площу 5,16 км², з яких 5,15 км² — суходіл та 0,01 км² — водойми.

## Демографія
Згідно з переписом 2010 року, у селищі мешкали 5492 особи в 2450 домогосподарствах у складі 1120 родин. Густота населення становила 1063 особи/км². Було 2666 помешкань (516/км²).
Расовий склад населення:
| - 90,6 % — білих - 4,4 % — чорних або афроамериканців - 1,2 % — азіатів - 0,3 % — корінних американців |

До двох чи більше рас належало 2,5 %. Частка іспаномовних становила 3,3 % від усіх жителів.
За віковим діапазоном населення розподілялося таким чином: 18,4 % — особи молодші 18 років, 68,0 % — особи у віці 18—64 років, 13,6 % — особи у віці 65 років та старші. Медіана віку мешканця становила 29,0 року. На 100 осіб жіночої статі у селищі припадало 91,9 чоловіків; на 100 жінок у віці від 18 років та старших — 88,6 чоловіків також старших 18 років.
Середній дохід на одне домашнє господарство становив 47 712 долари США (медіана — 31 537), а середній дохід на одну сім'ю — 68 145 доларів (медіана — 51 117). Медіана доходів становила 32 463 долари для чоловіків та 41 530 доларів для жінок. За межею бідності перебувало 27,2 % осіб, у тому числі 38,0 % дітей у віці до 18 років та 7,7 % осіб у віці 65 років та старших.
Цивільне працевлаштоване населення становило 2881 особа. Основні галузі зайнятості: освіта, охорона здоров'я та соціальна допомога — 28,9 %, роздрібна торгівля — 17,6 %, мистецтво, розваги та відпочинок — 15,0 %.